# Michael Ojo (cestista 1993)
Michael Olalekan Ojo (Lagos, 5 gennaio 1993 – Belgrado, 7 agosto 2020) è stato un cestista nigeriano.

## Morte
È morto a Belgrado il 7 agosto 2020, a causa di un arresto cardiaco che lo ha colpito durante un allenamento individuale.

## Palmarès
- Campionato serbo: 1

Stella Rossa: 2018-2019
- Lega Adriatica: 1

Stella Rossa: 2018-2019
- Supercoppa di Lega Adriatica: 1

Stella Rossa: 2018